# Rolf Michaelis (Schriftsteller, 1968)
Rolf Michaelis (* 1968) ist ein im Bereich Militärgeschichte aktiver Autor und Verleger, der mit dem thematischen Schwerpunkt Waffen-SS vor allem in rechtsextremen Verlagen und Zeitschriften publiziert. Seine Schriften werden von seriösen Medien als apologetisch bis rechtsextremistisch eingeordnet.

## Schriftstellerische und politische Aktivität
Rolf Michaelis ist Autodidakt. Als solcher schrieb und publizierte er eine große Zahl von Büchern über SS-Einheiten. Er ist Stammautor der von der Bundesregierung dem rechtsextremen Spektrum zugeordneten Deutschen Militärzeitschrift (DMZ). Er veröffentlicht größtenteils in einem 1994 eröffneten Selbstverlag (Erscheinungsort zunächst Erlangen, aktuell Berlin), weitere Publikationen von ihm erscheinen im Winkelried-Verlag, dessen Verleger der frühere Mitarbeiter der NPD-Landtagsfraktion in Schwerin Eric Kaden ist, der einen rechtsextremen Versandbuchhandel unterhält.
Bei Winkelried erschienen 2006 drei Bücher über Ausländer (Ukrainer, Esten, Russen) in der Waffen-SS. Ebenfalls 2006 erschien "Die Waffen-SS" als Sonderausgabe des zuvor im Selbstverlag erschienenen Buchs sowie ein Buch über die wegen ihrer Kriegsverbrechen berüchtigte SS-Sondereinheit Dirlewanger.
Einen längeren Weg durch verschiedene Verlage ging die Schrift Die 10. SS-Panzer-Division „Frundsberg“. 2004 erschien sie im Selbstverlag des Verfassers, 2006 im rechtsextremen Nation-Europa-Verlag, im gleichen Jahr auch bei „Wydawn. Militaria“ in Warschau und 2009 in Lizenzausgabe im Dörfler-Verlag. Dörfler verlegt auch weitere Bücher von Michaelis, weitere erschienen in einem Kleinst- und Zuschussverlag (Leonidas-Verlag).
Michaelis ist Mitglied des 1967 gegründeten Kameradenwerk Korps Steiner e. V., der „Truppenkameradschaft der europäischen Freiwilligen in der Waffen-SS‚ III. Panzerkorps’“. Felix Steiner war zeitweilig Kommandant des III. (germanisches) SS-Panzerkorps.

## Rezeption
Eine Rezeption der zahlreichen Schriften von Michaelis in der seriösen Zeitgeschichtsforschung ist kaum feststellbar. Soweit es vereinzelt zu einer Wahrnehmung kam, fällt das Urteil durchweg ablehnend aus. Einig sind seriöse Stimmen sich in der Zuordnung zur apologetisch bis offen rechtsextremen Publizistik.
- Tribüne. Zeitschrift zum Verständnis des Judentums (2000): Michaelis "macht in rechtsextremen Postillen auf sich aufmerksam"[5]
- der Politologe Thomas Casagrande (2003): Michaelis verkläre "das soldatische Heldentum, ohne dabei wirklich auf und Ursachen und Hintergründe einzugehen"[6]
- der Militärhistoriker Romedio Graf von Thun-Hohenstein in einer Rezension von Das SS-Fallschirmjäger-Bataillon 500/600 (2007): Die Schrift enthalte zwar einige Informationen, aber erhebliche handwerkliche Mängel bei den Quellenangaben. Insgesamt erweise sie sich als "sehr stark apologetisch" und könne "daher nur unter Vorbehalt verwendet werden".[7]